# 4. század

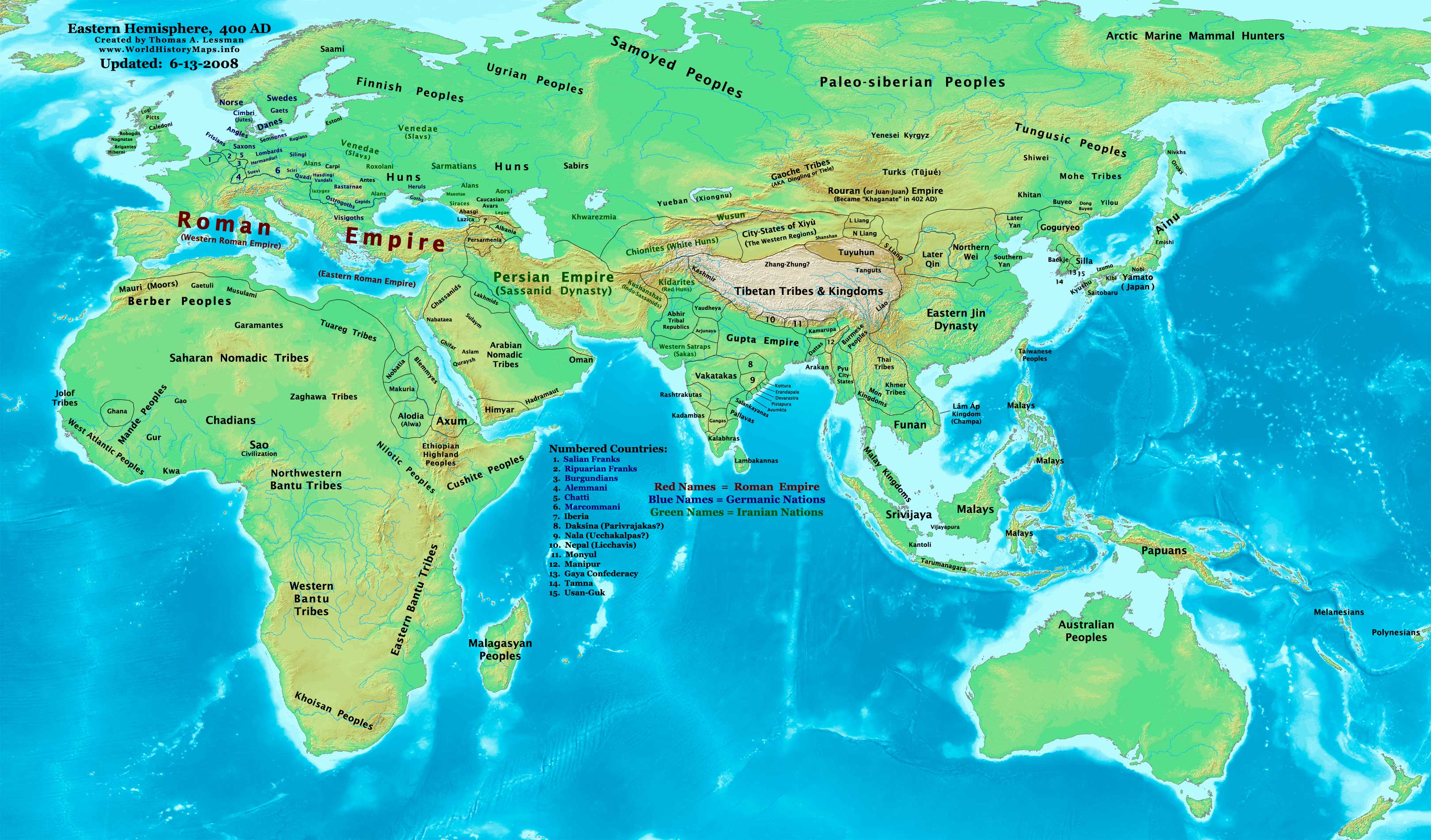
A világ keleti fele a 4. század végén (angol nyelvű)

A 4. század a 301–400-ig tartó éveket foglalja magába.

## Események

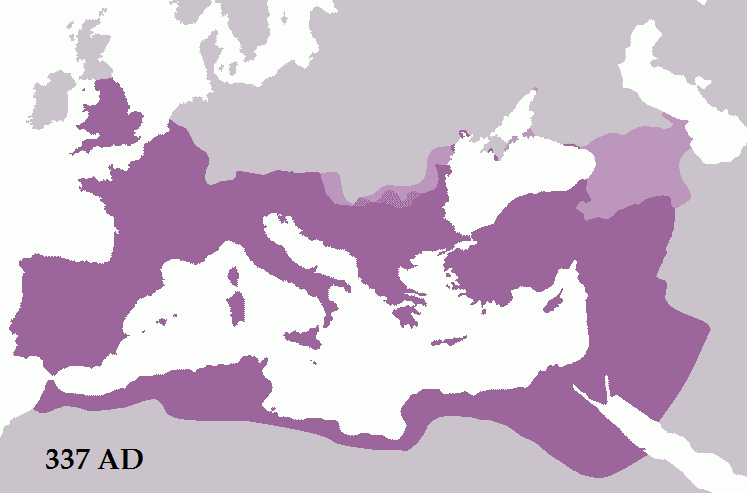
A Római Birodalom Nagy Konstantin uralkodása végén

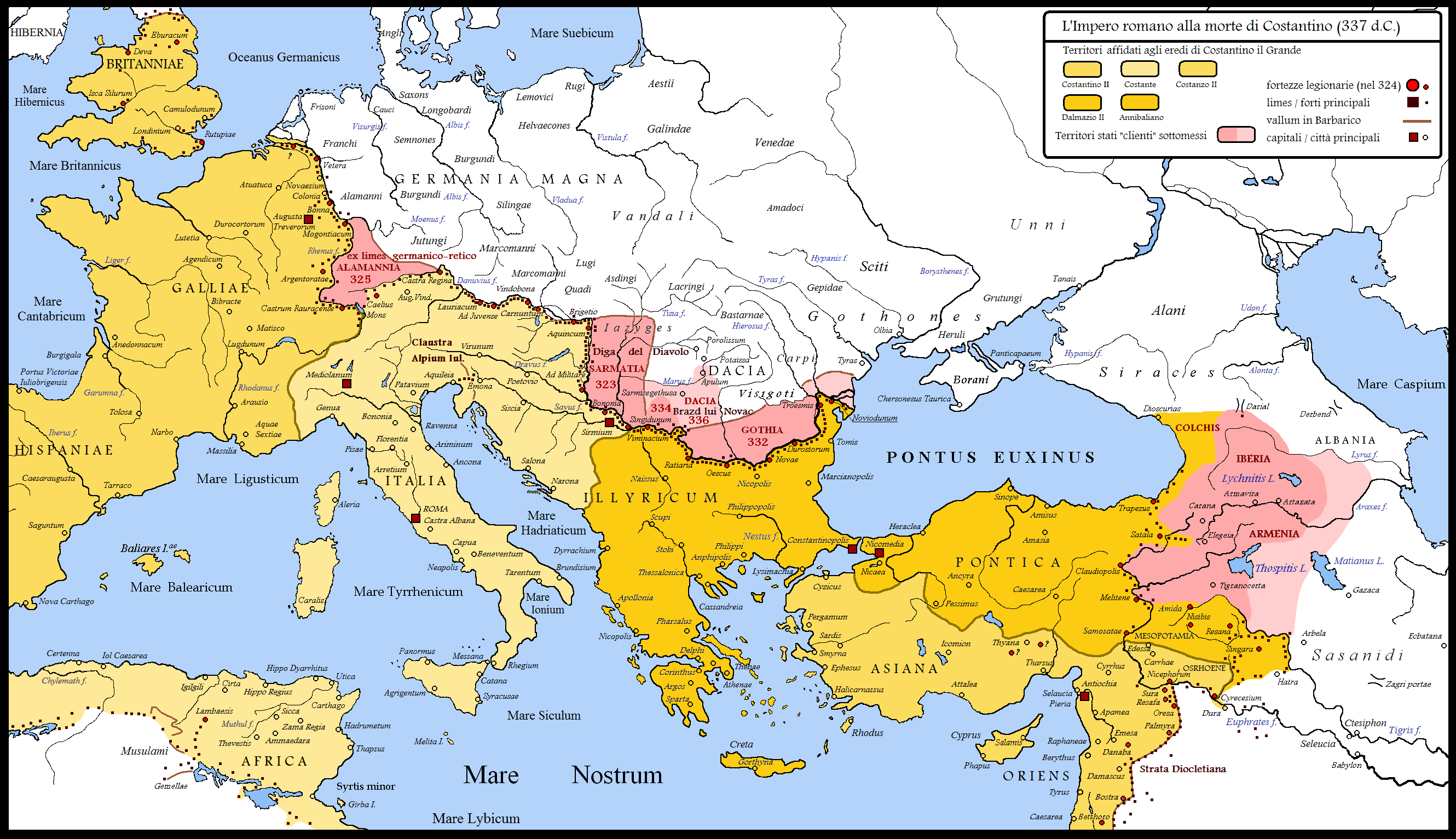
A Római Birodalom ÉK-i része, főbb városai és a limes Nagy Konstantin uralkodása végén

### A Római-Birodalom és Európa

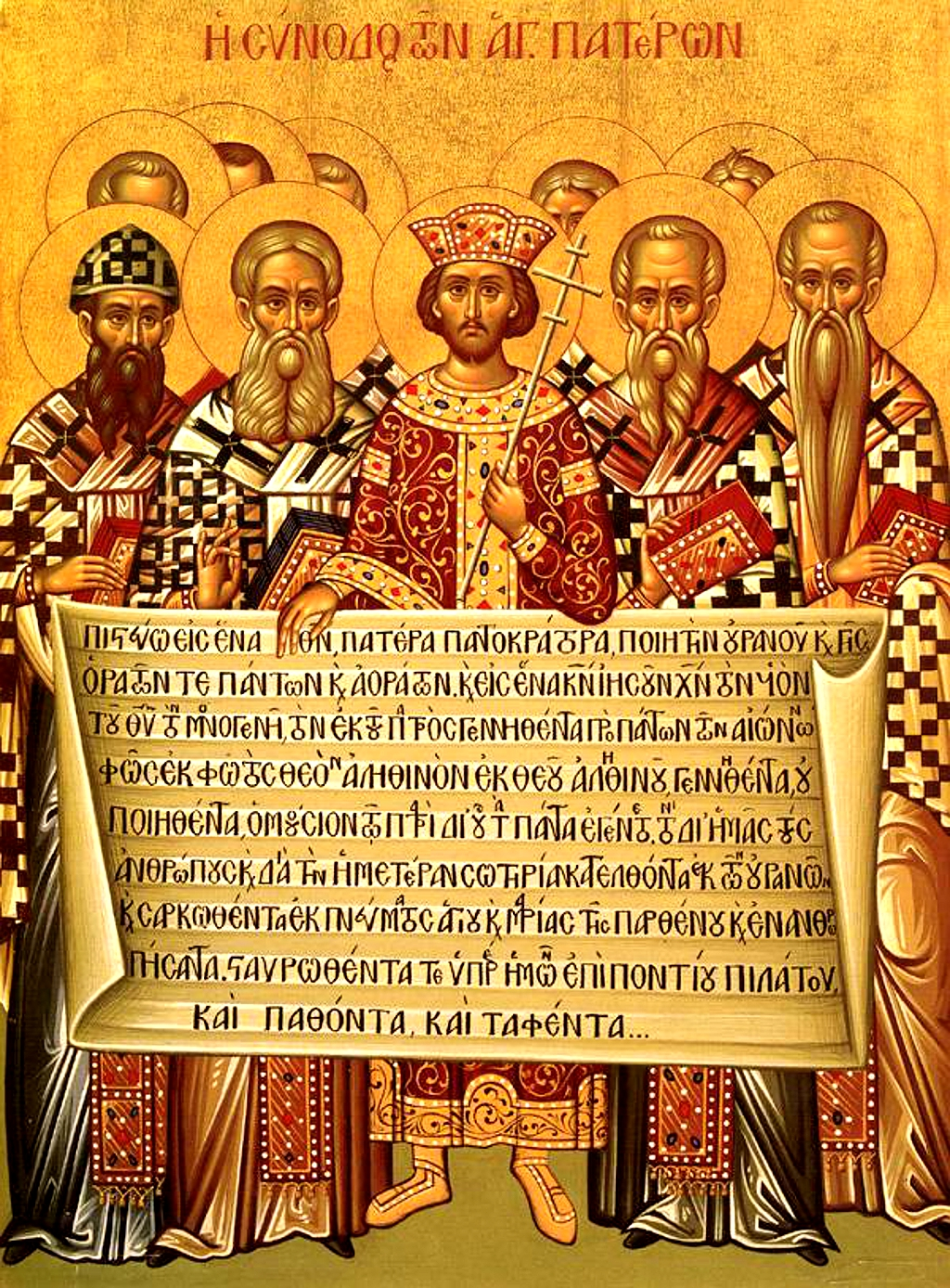
Középen Nagy Konstantin császár, aki az első egyetemes zsinaton elfogadott Symbolum Nicaeno-Constantinopolitanum elnevezésű keresztény hitvallás közösen elfogadott szövegének részletét tartja együtt az egyházatyákkal

- 303–304 Az utolsó nagy keresztényüldözés (Diocletianus uralma alatt)
- 312. A keresztények üldözésének vége, a kereszténység a Római Birodalom elismert vallásává válik.

Nagy Konstantin 312. október 28-án a Milvius-hídi csatában legyőzi Maxentius római császár légióit és egyesíti uralma alatt a birodalom nyugati részét. Ez a csata válik a történelem egyik legfontosabb csatájává a kereszténység szempontjából.
- 313. A milánói edictum engedélyezi a keresztény vallás szabad gyakorlását a Római Birodalomban.
- 325. Az első keresztény egyetemes zsinat Niceában
- 330. Konstantinápoly alapítása a korábbi Büzantion görög gyarmatváros helyén, a város a Római Birodalom új székhelye
- 361. Iulianus lesz a római császár, aki a Constantinus és utódai által elfogadott keresztény hit helyett a régi pogány vallást próbálja feléleszteni
- 375. A hunok átlépik a Volgát, elözönlik a dél-orosz sztyeppét, és a római birodalom határai felé szorítják az ott élő nyugati gótokat. Lassan az összes germán törzs mozgásba jön, megindul a nagy népvándorlás.
- 378. A római hadsereg pusztulása a gótok és a Római Birodalom közötti hadrianopolisi csatában
  - 379-től: Nagy Theodosius kelet-római császár a Balkánon letelepíti a gótokat a Birodalom szövetségeseiként. (Ez volt az első eset, hogy a letelepített germánok a birodalmon belül is megtarthatták saját politikai szervezetüket. Ez a gyakorlat nyugaton általánossá válik, és a birodalom széthullásához vezet.)
- 380. I. Theodosius császár kizárólagos államvallássá teszi a kereszténységet
- 381. Az I. konstantinápolyi zsinat végleges formában megfogalmazza a kereszténység hitvallását
- 389. Lerombolják az alexandriai könyvtárat
- 393. Görögországban utoljára tartanak olimpiai játékokat
- 395. I. Theodosius császár halála után fiai felosztják a Római Birodalmat, Arcadius a Keletrómai Birodalom császára, Honorius pedig a Nyugatrómai Birodalom császára lesz. A nyugati résznek Milánó, majd Ravenna, a keleti résznek Konstantinápoly lesz a központja.

### Ázsia
- 316: A hsziungnuk (ázsiai hunok) megdöntik a Csin-dinasztia uralmát Kína északi részén
- 320 körül a Gupta-dinasztia egyesíti Hindusztánt (→ Gupta Birodalom). 414-ig fokozatosan egyesítik India nagy részét
- 350 körül: Belső-Ázsia felől megindul a hunok által vezetett nomád törzsek vándorlása. Egyik águk Irán keleti tartományait szállja meg, a másik a kelet-európai síkságnak veszi útját.
- A Zsuanzsuan Birodalom megalakulása Belső-Ázsiában, a hunok első állama Közép-Ázsiában
- Japánban: Jamato- ill. Kofun-kor
  - 380 körül: A japánok koreai hadjárata, japán települések Dél-Koreában

### Fekete-Afrika
- 350 körül az Akszúmi Királyság fénykora a mai Etiópia és Eritrea területén
- A Niger folyó felső folyásánál kialakul az ókori ghánai állam

### Amerika
- 300 körül a maja városállamok virágzásának kezdete

## Kultúra
- Kámaszútra
- Elkezdik megünnepelni Jézus születését karácsony néven

## Vallás
- 311: Észak-Afrikában az egyházon belüli szakadás kiváltja a donatisták mozgalmát
- Codex Sinaiticus (görög nyelvű Biblia-kézirat)
- Remete Szent Antal (251–356) és társai megteremtik a keresztény szerzetesség alapjait
- 382: A bibliai kánon kialakulása (megállapítják az Istentől ihletett iratok gyűjteményét)

## Híresebb személyek

### Uralkodó
- Diocletianus római császár (ur.: 284–305)
- I. (Nagy) Konstantin (Flavius Valerius Constantinus) római császár (280 körül – 337)
- Flavius Iulianus római császár „Apostata”, a pogány vallás visszaállítója

### Vallási személy
- Szent Ambrus, Milánó püspöke
- Szent Márton, a katonák védőszentje
- Szent Mónika (332 körül – 387), Hippói Szent Ágoston anyja, a katolikus anyák védőszentje
- Szent Balázs vértanú
- Szent Jeromos egyháztanító
- Aranyszájú Szent János (344/347 – 407) egyházatya
- Wulfila püspök
- Arius, az arianizmus tanának szellemi létrehozója

### Egyéb
- Ammianus Marcellinus római történész
- Anazarbai Athanasziosz ókeresztény író
- Arusianus Messius (4. század – 5. század) római író
- Audentius (4. század) ókeresztény író
- Aériosz (4. század) ókeresztény író
- Bakkhiosz (4. század) görög író

## Találmányok, felfedezések
- Wulfila püspök megalkotja a gót ábécét

## Évtizedek és évek
Megjegyzés: A negyedik század előtti és utáni évek dőlt betűvel írva.
| 290-es évek | 290 | 291 | 292 | 293 | 294 | 295 | 296 | 297 | 298 | 299 |
| 300-as évek | 300 | 301 | 302 | 303 | 304 | 305 | 306 | 307 | 308 | 309 |
| 310-es évek | 310 | 311 | 312 | 313 | 314 | 315 | 316 | 317 | 318 | 319 |
| 320-as évek | 320 | 321 | 322 | 323 | 324 | 325 | 326 | 327 | 328 | 329 |
| 330-as évek | 330 | 331 | 332 | 333 | 334 | 335 | 336 | 337 | 338 | 339 |
| 340-es évek | 340 | 341 | 342 | 343 | 344 | 345 | 346 | 347 | 348 | 349 |
| 350-es évek | 350 | 351 | 352 | 353 | 354 | 355 | 356 | 357 | 358 | 359 |
| 360-as évek | 360 | 361 | 362 | 363 | 364 | 365 | 366 | 367 | 368 | 369 |
| 370-es évek | 370 | 371 | 372 | 373 | 374 | 375 | 376 | 377 | 378 | 379 |
| 380-as évek | 380 | 381 | 382 | 383 | 384 | 385 | 386 | 387 | 388 | 389 |
| 390-es évek | 390 | 391 | 392 | 393 | 394 | 395 | 396 | 397 | 398 | 399 |
| 400-as évek | 400 | 401 | 402 | 403 | 404 | 405 | 406 | 407 | 408 | 409 |